# Ħamrun Spartans Football Club 2018-2019
Questa voce raccoglie le informazioni riguardanti lo Ħamrun Spartans Football Club nelle competizioni ufficiali della stagione 2018-2019.

## Rosa
| N. |                      | Ruolo | Calciatore        |
| -- | -------------------- | ----- | ----------------- |
| 1  | Malta (bandiera)     | P     | Lyden Moore       |
| 5  | Italia (bandiera)    | D     | Enrico Pepe       |
| 7  | Malta (bandiera)     | C     | Tristan Caruana   |
| 8  | Argentina (bandiera) | C     | Sebastián Nayar   |
| 9  | Argentina (bandiera) | A     | Carlos Henneberg  |
| 10 | Francia (bandiera)   | A     | Wilfried Domoraud |
| 10 | Malta (bandiera)     | C     | Julian Galea      |
| 13 | Malta (bandiera)     | D     | Andre Scicluna    |
| 14 | Malta (bandiera)     | C     | Conor Borg        |
| 16 | Malta (bandiera)     | C     | Matthew Gauci     |
| 20 | Malta (bandiera)     | C     | Darren Borg       |
| 21 | Camerun (bandiera)   | A     | Njongo Priso      |

| N. |                    | Ruolo | Calciatore           |
| -- | ------------------ | ----- | -------------------- |
| 22 | Italia (bandiera)  | C     | Marco Criaco         |
| 24 | Malta (bandiera)   | P     | Sean Cini            |
| 26 | Malta (bandiera)   | P     | Manuel Bartolo       |
| 28 | Malta (bandiera)   | A     | Ryan Darmanin        |
| 30 | Malta (bandiera)   | D     | Karl Micallef        |
| 47 | Francia (bandiera) | A     | Donneil Moukanza     |
| 55 | Grecia (bandiera)  | D     | Orestis Nikolopoulos |
| 70 | Brasile (bandiera) | A     | Caetano Calil        |
| 88 | Messico (bandiera) | C     | Misael Miranda       |
| 92 | Italia (bandiera)  | C     | Kevin Tulimieri      |
| 99 | Italia (bandiera)  | A     | Francesco Marra      |